# Laubuka caeruleostigmata
Laubuka caeruleostigmata é uma espécie de peixe actinopterígeo da família Cyprinidae.
Pode ser encontrada nos seguintes países: Camboja e Tailândia.